# فیلم‌شناسی جودی فاستر

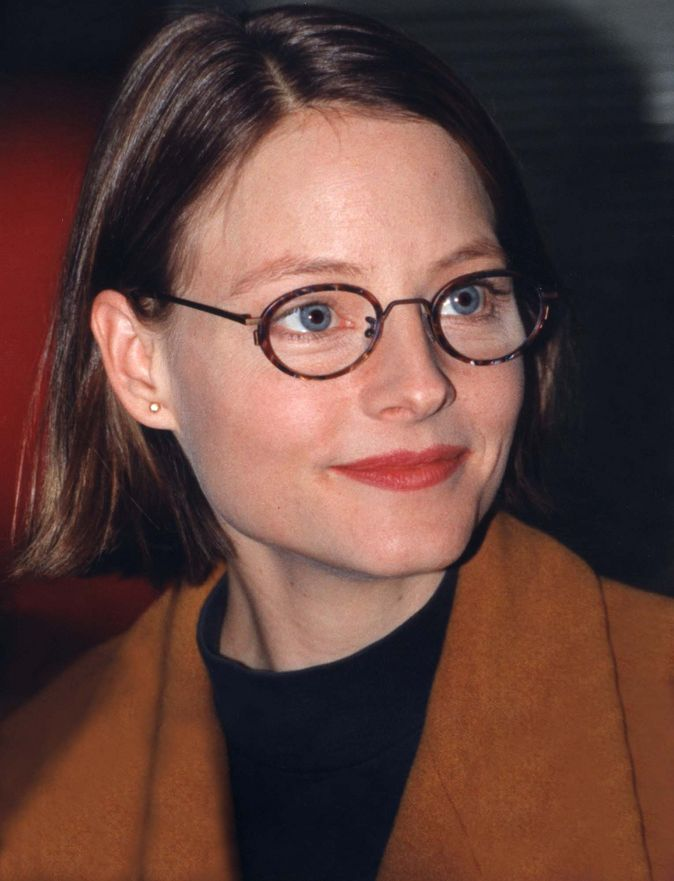
فاستر در ۱۹۹۵

جودی فاستر بازیگر و فیلم‌ساز آمریکایی است. او حرفه‌اش را در کودکی آغاز کرد و نقش برجستهٔ او در همان دوران در راننده تاکسی (۱۹۷۸) ساختهٔ مارتین اسکورسیزی بود که برایش توانست نامزد دریافت جایزه اسکار بهترین بازیگر نقش مکمل زن شود. او برای بازی در درام متهم (۱۹۸۸) برندهٔ جایزه اسکار بهترین بازیگر نقش اول زن شد. دومین جایزهٔ اسکار او برای به تصویر کشیدن کلاریس استارلینگ در فیلم وحشت روان‌شناختی سکوت بره‌ها (۱۹۹۱) بود.

## بازیگر
| سال  | نام فیلم                                                 | نقش                              | جزئیات                  |
| ---- | -------------------------------------------------------- | -------------------------------- | ----------------------- |
| ۱۹۶۸ | می‌بری آر. اف. دی                                         | بخش‌هایی در دو قسمت               | مجموعهٔ تلویزیونی        |
| ۱۹۷۰ | تهدید در کوهستان                                         | سولن مک‌لور                       | تلویزیونی               |
| ۱۹۷۲ | بمب‌افکن کانزاس‌سیتی                                       | ریتا                             |                         |
| ۱۹۷۲ | ناپلئون و سمنتا                                          | سمنتا                            |                         |
| ۱۹۷۲ | خواهرم هنک                                               | هنک بنیت                         | تلویزیونی               |
| ۱۹۷۳ | تازه‌کار سال                                              | شارون لی                         | تلویزیونی               |
| ۱۹۷۳ | الکساندر، الکساندر                                       | سو                               | تلویزیونی               |
| ۱۹۷۳ | خانواده آدامز                                            | پاگسلی (صدا پیشه)                | مجموعهٔ تلویزیونی        |
| ۱۹۷۳ | کونگ فو                                                  | آلتا پاتریشیا اینگرم             | مجموعهٔ تلویزیونی        |
| ۱۹۷۳ | تام سایر                                                 | تام سایر                         |                         |
| ۱۹۷۳ | یک سرخپوست کوچک                                          | مارتا مکلور                      |                         |
| ۱۹۷۴ | آلیس دیگر اینجا زندگی نمی‌کند                             | آدری                             |                         |
| ۱۹۷۴ | خنده، جنی، تو مردی                                       | لیبرتی کول                       | تلویزیونی               |
| ۱۹۷۴ | ماه کاغذی                                                | ادی لاگینز                       | مجموعهٔ تلویزیونی        |
| ۱۹۷۵ | راز زندگی تی‌کی دیرینگ                                    | تی‌کی دیرینگ                      | تلویزیونی               |
| ۱۹۷۶ | دختر بچه‌ای که پایین لین زندگی می‌کند                      | رایان جاکوبز                     |                         |
| ۱۹۷۶ | جمعه عجیب                                                | آنابل اندروز                     |                         |
| ۱۹۷۶ | باگزی مالون                                              | تلوله                            |                         |
| ۱۹۷۶ | راننده تاکسی                                             | آیریش استینسما                   |                         |
| ۱۹۷۶ | طنین یک تابستان                                          | دیدر استریدین                    | آخرین قلعه              |
| ۱۹۷۷ | شمعدان                                                   | کیسی برون                        |                         |
| ۱۹۷۷ | کلبه ساحلی                                               | تره سینا فدلی                    | خانه شنی                |
| ۱۹۷۷ | اینقدر به من نگو عزیزم!                                  | ایزابل تریستان (فلور بلو)        |                         |
| ۱۹۸۰ | روباه‌ها                                                  | جنی                              |                         |
| ۱۹۸۰ | ریشخند                                                   | دونا                             |                         |
| ۱۹۸۲ | همسر اوهارا                                              | باربارا اوهارا                   |                         |
| ۱۹۸۳ | اسونگالی                                                 | زو الکساندر                      |                         |
| ۱۹۸۴ | خون دیگران                                               | هلن برترند                       |                         |
| ۱۹۸۴ | هتل نیوهمپشایر                                           | فرینی بری                        |                         |
| ۱۹۸۶ | مسحور شده                                                | ویکتوریا تامپسون                 |                         |
| ۱۹۸۷ | قیلوله                                                   | ننسی                             |                         |
| ۱۹۸۷ | پنج گوشه                                                 | لیندا                            |                         |
| ۱۹۸۸ | متهم                                                     | سارا توبیاس                      |                         |
| ۱۹۸۸ | دزدی خانه                                                | کیتی چندلر                       |                         |
| ۱۹۹۰ | آتش گرفتن                                                | آنه بنتون                        | ردگم                    |
| ۱۹۹۱ | کوچک‌مردی به نام تیت                                      | ددی تیت                          |                         |
| ۱۹۹۱ | سکوت بره‌ها                                               | کلاریس استارلینگ                 |                         |
| ۱۹۹۲ | سایه‌ها و مه                                              | پروسچیوت                         |                         |
| ۱۹۹۳ | سامرزبای                                                 | لورل سامرزبای                    |                         |
| ۱۹۹۴ | نل                                                       | نل کلتی                          |                         |
| ۱۹۹۴ | ماوریک                                                   | خانم آنابل برنسفورد              |                         |
| ۱۹۹۷ | تماس                                                     | دکتر الی آرووی                   |                         |
| ۱۹۹۷ | پرونده‌های اکس                                            | صدا پیشه بتی، قسمت «هرگز برنگرد» |                         |
| ۱۹۹۸ | آتموست                                                   | خودش                             | مستند                   |
| ۱۹۹۸ | پیکو                                                     | زنان در پشت‌زمینه                 |                         |
| ۱۹۹۹ | آنا و شاه                                                | آنا لیونوونز                     |                         |
| ۲۰۰۲ | اتاق وحشت                                                | مگ آلتمن                         |                         |
| ۲۰۰۲ | زندگی‌های خطرناک پسران آلتر                               | خواهر آسومپتا                    |                         |
| ۲۰۰۲ | دندان گراز                                               | مینی                             | صدا پیشه پویانمایی      |
| ۲۰۰۳ | ابی سینگر                                                | خودش                             |                         |
| ۲۰۰۴ | یک نامزدی بسیار طولانی (Un long dimanche de fiançailles) | آلودی گوردس                      |                         |
| ۲۰۰۵ | نقشه پرواز                                               | کایل پرت                         |                         |
| ۲۰۰۵ | استاتلر و والدورف:از ایوان                               | خودش                             | میهمان قسمت هشتم        |
| ۲۰۰۶ | مرد نفوذی                                                | مادلین وایت                      |                         |
| ۲۰۰۷ | شجاع                                                     | اریکا بین                        |                         |
| ۲۰۰۸ | جزیره نیم                                                | الکساندرا روور                   |                         |
| ۲۰۰۹ | سیمپسون‌ها                                                | صدای مگی سیمپسون                 |                         |
| ۲۰۱۱ | سگ آبی                                                   | مردیت بلک                        |                         |
| ۲۰۱۱ | کشتار                                                    | پنه‌لوپه لانگ‌استریت               |                         |
| ۲۰۱۳ | الیسیوم                                                  | جسیکا دلاکور، وزیر دفاع          |                         |
| ۲۰۱۸ | طبیعی باش: داستان ناگفته آلیس گای-بلانش                  | گوینده                           |                         |
| ۲۰۱۸ | هتل آرتمیس                                               | ژان توماس / پرستار               |                         |
| ۲۰۲۱ | موریتانی                                                 | نانسی هالندر                     |                         |
| ۲۰۲۳ | نیاد                                                     | بانی استول                       |                         |
| ۲۰۲۴ | کارآگاه حقیقی                                            | لیز دنورز                        | همچنین تهیه‌کنندهٔ اجرایی |

## کارگردان
| سال       | نام فیلم             | جزئیات          |
| --------- | -------------------- | --------------- |
| ۱۹۸۸      | داستانی از طرف تاریک | یک قسمت         |
| ۱۹۹۱      | کوچک‌مردی به نام تیت  |                 |
| ۱۹۹۵      | خانه‌ای برای تعطیلات  |                 |
| ۲۰۱۱      | سگ‌آبی                |                 |
| ۲۰۱۳–۲۰۱۴ | نارنجی مد جدید است   | دو قسمت         |
| ۲۰۱۴      | خانه پوشالی          | فصل دوم، قسمت ۹ |
| ۲۰۱۶      | هیولای پول           |                 |
| ۲۰۱۷      | آینهٔ سیاه            | قسمت «آرک‌انجل»  |

## تهیه‌کننده
| سال  | نام فیلم                   | جزئیات                        |
| ---- | -------------------------- | ----------------------------- |
| ۱۹۸۶ | مبهوت                      | تهیه‌کننده                     |
| ۱۹۹۴ | نل                         |                               |
| ۱۹۹۵ | خانه‌ای برای تعطیلات        |                               |
| ۱۹۹۸ | رقص بچه                    | تهیه‌کنندهٔ انحصاری (تلویزیونی) |
| ۲۰۰۰ | بیداری مرگ                 | تهیه‌کنندهٔ انحصاری             |
| ۲۰۰۲ | زندگی‌های خطرناک پسران آلتر |                               |
| ۲۰۰۷ | بی‌باک                      | تهیه‌کنندهٔ انحصاری             |
| ۲۰۱۳ | فلوراپلوم                  | تهیه‌کننده                     |